# 17th Airborne Division
La 17th Airborne Division (17ª Divisione aviotrasportata) era una divisione dell'Esercito degli Stati Uniti durante la seconda guerra mondiale. Fu ufficialmente attivata come divisione aviotrasportata il 13 aprile 1943 ma venne inviata nel teatro di operazioni europeo solo nell'agosto del 1944. Il 25 dicembre 1944 partecipò alla battaglia delle Ardenne in Belgio.
Durante questo periodo la divisione eseguì numerose esercitazioni.
Nel marzo 1945 prese parte all'Operazione Varsity.